# L'Ascension
L'Ascension is een Franse film uit 2017, geregisseerd door Ludovic Bernard en gebaseerd op de autobiografische roman Un tocard sur le toit du monde uit 2010 van Nadir Dendoune. De film ging in première op 18 januari op het Festival international du film de comédie de l'Alpe d'Huez.

## Verhaal
Werkloze Samy en kassière Nadia zijn jonge twintigers. Ze wonen allebei met hun ouders in La Courneuve (Seine-Saint-Denis), een arme gemeente met veel hoogbouw, onder de rook van Parijs. Na een gezellig etentje verklaart Samy aan Nadia de liefde, maar Nadia vertrouwt zijn intenties niet, en weigert hem te kussen. Dan zegt Samy dat hij voor haar de Mount Everest zal beklimmen om zijn liefde te bewijzen. 
Nadia gaat ervan uit dat het enkel bluf is, maar Samy verlaat Seine-Saint-Denis om zonder enige ervaring in alpinisme zijn belofte waar te maken en de 8848 meter hoge top te beklimmen. Aanvankelijk wordt hij door de andere alpinisten in de groep voor gek versleten, maar naarmate Samy dichter bij de top komt, maakt het scepticisme plaats voor bewondering. Ondertussen heeft de Franse pers de opmerkelijke liefdesgeschiedenis opgepikt, en leeft heel Frankrijk mee met de verliefde jongeman. Samy bereikt uiteindelijk de top en weet daarmee het hart van Nadia definitief te veroveren.

## Rolverdeling
| Acteur            | Personage         |
| ----------------- | ----------------- |
| Ahmed Sylla       | Samy Diakhate     |
| Alice Belaïdi     | Nadia             |
| Kevin Razy        | Ben               |
| Nicolas Wanczycki | Jeff              |
| Waly Dia          | Max               |
| Maïmouna Gueye    | Evelyne Diakhate  |
| Denis Mpunga      | Celestin Diakhate |
| Fadila Belkebla   | Houria            |

## Productie
De filmopnamen vonden plaats in Nepal en in La Courneuve. Voor de beelden in Nepal klom een deel van de filmploeg daadwerkelijk tot op meer dan 6.000 meter hoogte van de Mount Everest. Het is de eerste speelfilm ooit waar opnames voor gemaakt zijn in het basiskamp op de zuidelijke helling van de Mount Everest, op een hoogte van 5.364 meter.